# صدرآباد (زرندیه)
صدرآباد روستایی است از توابع بخش مرکزی شهرستان زرندیه در استان مرکزی ایران.

## جمعیت
این روستا در دهستان حکیم‌آباد قرار دارد و براساس سرشماری مرکز آمار ایران در سال ۱۳۸۵، جمعیت آن ۱۳۰۲ نفر (۳۵۲ خانوار) است.

## منطقه گزنک صدرآباد
منطقه گزنک صدر آباد مربوط به هزاره پنجم قبل از میلاد تا دوره ساسانیان بوده و در شهرستان زرندیه، بین روستاهای صدرآباد و خان آباد واقع است. این اثر در سال ۱۳۵۶ به عنوان یکی از آثار ملّی ایران به ثبت رسیده است.